# تایشا (ریتشن)
تایشا (به آلمانی: Teicha) یک منطقهٔ مسکونی در آلمان است که در ریتشن واقع شده‌است. تایشا ۲۰۸ نفر جمعیت دارد و ۱۴۳ متر بالاتر از سطح دریا واقع شده‌است.